# ليون ملك أسبرطة
ليون (باليونانية: Λέων) هو ابن يوريكراتيدس والملك الرابع عشر من سلالة أجيداي، حكم في الفترة منذ 590 قبل الميلاد وحتي 560 قبل الميلاد.

## الاسم
اسم ليون باللغة اليونانية القديمة Λέων يعني «الأسد». كان حفيد ليون لديه اسم مشابه ليونيداس.

## سيرته الشخصية
ذكر هيرودوت الملك ليون الأسبرطي في كتابه تاريخ هيرودوتوس، حيث قال إنه مثل والده دخل في حرب مع اهل تاجيا وتعادل معهم.

## عائلته
ليون هو ابن الملك إيوريكاتريداس، وحفيد الملك أناكساندر، خلفه في الحكم ابنه أناكساندريداس الثاني الذي تمكن من هزيمة أهل تيجيا.